# Szabó Zsuzsanna (matematikus)
Szabó Zsuzsanna Katalin (Marosvásárhely, 1962. augusztus 5. –) erdélyi magyar matematikus, egyetemi oktató.

## Életpályája
Iskoláit szülővárosában a Bolyai Farkas Líceumban végezte, ahol 1981-ben érettségizett. 1985-ben matematikát végzett a kolozsvári Babeș–Bolyai Tudományegyetemen, ugyanott doktorált 1999-ben Improving Accuracy In The Finite Element Method For Elliptic Equations című dolgozatával. 1985–1994 között matematikát és informatikát tanít Maros megye és Marosvásárhely különböző iskoláiban. 1994-től a marosvásárhelyi Petru Maior Egyetemen tanít, a közgazdaság- és jogtudományi karon, ahol 2001-ig adjunktus, azóta pedig egyetemi docens. 2002-től tanszékvezető, 2004-től dékán.

## Munkássága
Kutatási szakterülete az alkalmazott matematika és a véges elemek módszere elliptikus egyenletekre. 

### Könyvei
- Szilágyi Miklós, Szabó Zsuzsanna, Horváth Alexandru, Finta Béla, Graţiela Laslo, Mona Cristescu, Nicola Oprea, Marcel Bogdan: Culegere de probleme, Teste grilă de matematică, Editura Universităţii „Petru Maior” Tg. Mureş, 2002, ISBN 973-8084-54-7.
- Szabó Zs.: Raising the Accuracy of Finite Element Approximations to Elliptic Boundary Value Problems (130 pag.), Seria Monographical Booklets in Applied and Computer Mathematics, Published at the Budapest University of Technology and Economics, Hungary, 2001, ISSN 1417278X.
- Szabó Zs.: Cercetări operaţionale – Optimizări liniare  (302 pag.), Editura Universităţii “Petru Maior”, Tîrgu-Mureş, 2005, ISBN 973-7794-21-4.

### Szakcikkei (válogatás)
- Szabó, Zsuzsanna;  Kovács, Márta: On interior-point methods and simplex method in linear programming.  An. Ştiinţ. Univ. “Ovidius" Constanţa, Ser. Mat.  11, No. 2, 155–162 (2003).
- Szabó, Zsuzsanna: On the multi-grid iteration for the eigenvalue problem and the degree of interpolation wich it requires (I).  An. Ştiinţ. Univ. “Ovidius" Constanţa, Ser. Mat. 11, No. 2, 145–154 (2003).
- Szabó, Zsuzsanna: About the asymptotic error expansion and Richardson extrapolation for linear finite elements (I).  Mathematica (Cluj) 44(67), No. 2, 233–244 (2002).
- Szabó, Zsuzsanna: Improvment of the accuracy of multi-grid method with finite difference discretization (MGFDD). Mathematica (Cluj)  44(67), No. 1, 87–96 (2002).
- Szabó, Zsuzsanna: Richardson extrapolation of finite element approximation in a rectangular domain. Bul. Ştiinţ. Univ. Baia Mare, Ser. B, Fasc. Mat.-Inform. 16, No.1, 189–196 (2000).